# Ripartitella sipariana
Ripartitella sipariana är en svampart som först beskrevs av Dennis, och fick sitt nu gällande namn av Dennis 1970. Ripartitella sipariana ingår i släktet Ripartitella och familjen Agaricaceae.   Inga underarter finns listade i Catalogue of Life.